# 化作回憶還為時尚早
《化作回憶還為時尚早》（日语：／ omoide ni suru ni wa mada hayasugiru */?）是HKT48的單曲，於2021年6月20日以數位形式發行，由宮脇咲良擔任Center（中心成員）。

## 概要
本作為宮脇咲良自HKT48畢業前的最後歌曲。由發售時仍在籍的HKT48全體一期生演唱，二、三期生及選秀二期生則參與了MV。

## 收錄歌曲
| 數位限定 | 數位限定           | 數位限定 | 數位限定 | 數位限定 |
| 曲序     | 曲目               |          | 作曲     | 时长     |
| -------- | ------------------ | -------- | -------- | -------- |
| 1.       | 化作回憶還為時尚早 | 秋元康   | 小網準   | 5:35     |

## 選拔成員
（中心成員：宮脇咲良）
- Team H：松岡菜摘
- Team KIV：今田美奈、熊澤世莉奈、下野由貴、宮脇咲良、村重杏奈、本村碧唯